# Gabian
Gabian (okzitanisch gleichlautend) ist ein südfranzösischer Ort und eine Gemeinde (commune) mit 864 Einwohnern (Stand: 1. Januar 2022) im Département Hérault in der Region Okzitanien. Der Ort zählt zu den Runddörfern (circulades) des Languedoc.

## Lage und Klima
Der am Flüsschen Thongue gelegene Ort Gabian liegt in einer Höhe von ca. 120 m etwa 25 km (Fahrtstrecke) nördlich der Großstadt Béziers. Das milde bis gemäßigte Klima wird sowohl vom Mittelmeer als auch von den Bergen der südlichen Cevennen beeinflusst; Regen (ca. 650 mm/Jahr) fällt überwiegend im Winterhalbjahr.

## Bevölkerungsentwicklung
| Jahr      | 1800 | 1851  | 1901 | 1954 | 1999 | 2018 |
| Einwohner | 827  | 1.044 | 1103 | 784  | 659  | 840  |

Mitte bis Ende des 19. Jahrhunderts hatte die Gemeinde zeitweise mehr als 1300 Einwohner; die Reblauskrise im Weinbau und die zunehmende Mechanisierung der Landwirtschaft sorgten danach für einen deutlichen Bevölkerungsrückgang, der erst in den 1980er Jahren wegen der relativen Nähe zur Stadt Béziers zum Stillstand kam.

## Wirtschaft
Die Einwohner von Gabian lebten jahrhundertelang als Selbstversorger von der Landwirtschaft, zu der auch der Weinbau und ein wenig Viehzucht gehörte. Der heute auf dem Gemeindegebiet produzierte Wein wird über die Appellationen Languedoc, Pays d’Hérault und Pays d'Oc vermarktet. Bereits im Mittelalter, aber vor allem seit dem 17. Jahrhundert arbeiteten einige Einwohner des Ortes in einer nahegelegenen Petroleumquelle. Seit der Mitte des 20. Jahrhunderts spielt auch der Tourismus in Form der Vermietung von Ferienwohnungen (gîtes) eine gewisse Rolle für die Einnahmen des Ortes.

## Geschichte
Bereits in römischer Zeit verband eine Wasserleitung mehrere Quellen in der Umgebung von Gabian mit der Colonia Urbs Julia Septimanorum Baeterra, dem heutigen Béziers. Außerdem entdeckten die Römer eine nahegelegene Petroleumquelle, die jedoch nach ihrem Abzug in Vergessenheit geriet und erst im Jahr 1067 von Mönchen aus Carcassonne wiederentdeckt wurde, die sich in den Ruinen einer alten Römervilla (Villa Cassiana) ansiedelten. Papst Gregor VII. bestätigte im Jahr 1080 die Gründung eines Priorates, aus der später die Abtei Cassan hervorging, die sich heute auf dem Gebiet der Nachbargemeinde Roujan befindet. Seit 1115 entstand in Gabian eine Sommerresidenz der Bischöfe von Béziers. Zu Beginn des 13. Jahrhunderts wurden der Ort und die Petroleumquellen von den Katharern eingenommen. König Heinrich IV. befürwortete die Nutzung des Petroleums zur nächtlichen Straßenbeleuchtung; außerdem wurde es im Jahr 1605 von der Universität Montpellier als medizinisches Heilmittel eingestuft. Der Arzt Guillaume Rivière widmete dem Steinöl von Gabian bereits 1717 eine ausführliche wissenschaftliche Beschreibung. Seit 1876 wurde es per Bahn bis in den Norden Frankreichs transportiert; ab dem Jahr 1882 wurde es raffiniert um für Verbrennungsmotoren nutzbar zu sein. Das Jahr 1950 markiert das Ende der wirtschaftlichen Nutzung des Petroleums aus Gabian.

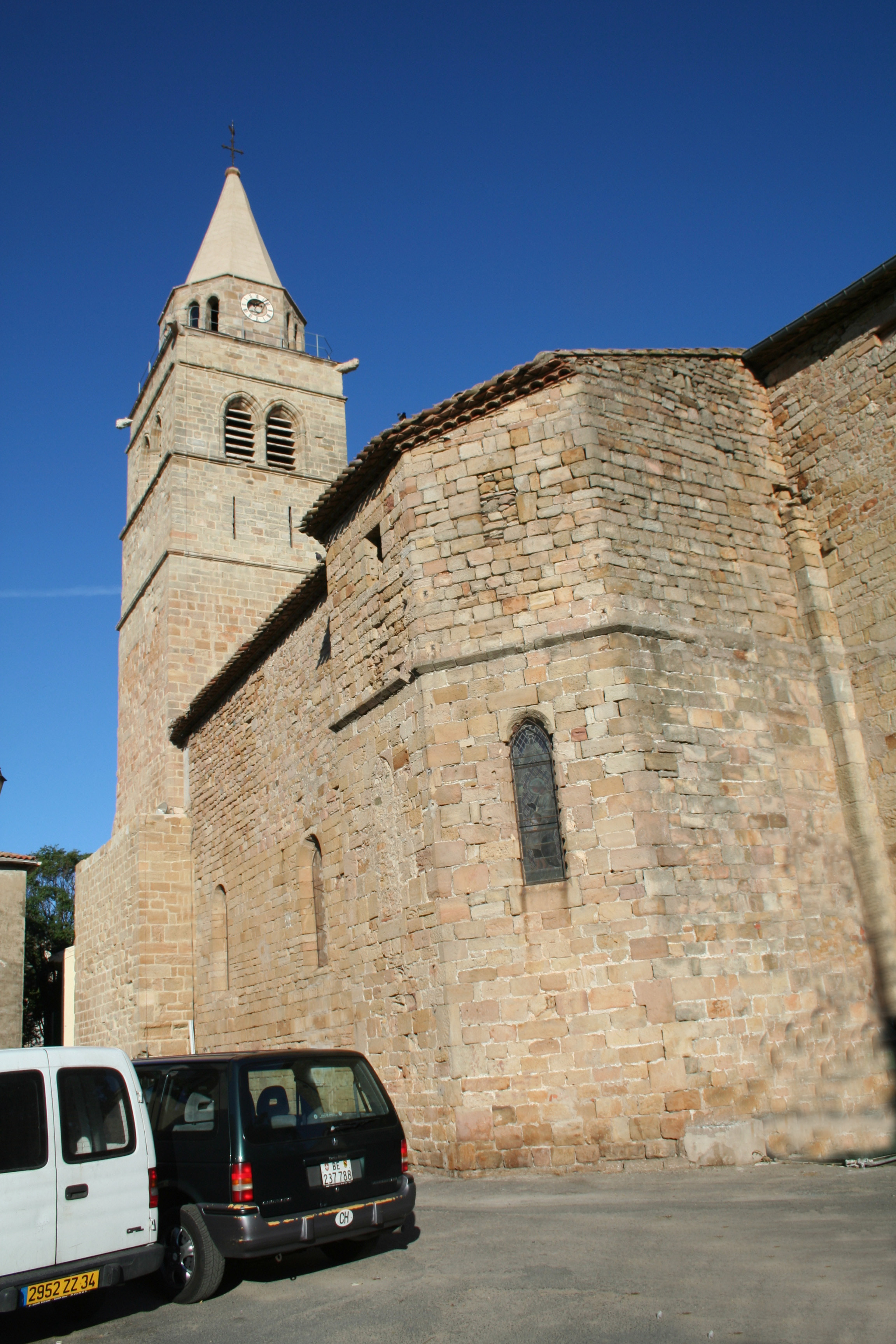
Église Saint-Julien-et-Sainte-Basilisse

## Sehenswürdigkeiten
- Die Überreste der römischen Wasserleitung sind wenig beeindruckend, dennoch wurde das Aquädukt im Jahr 1993 als Monument historique unter Schutz gestellt.[2]
- Von der mittelalterlichen Stadtbefestigung (remparts) mit vier noch im Jahr 1789 existierenden und allabendlich geschlossenen Stadttoren ist nichts mehr erhalten.
- Die einschiffige Pfarrkirche Saint-Julien-et-Sainte-Basilisse hat romanische Wurzeln und war in die Stadtmauer integriert. Sie wurde jedoch in den folgenden Jahrhunderten immer wieder umgestaltet und mit Seitenkapellen versehen; weitgehend original erhalten ist lediglich die Apsis. Der untere Teil des Glockenturms (clocher) wird noch dem 11. Jahrhundert zugerechnet; der obere Teil mitsamt seinem oktogonalen Aufsatz entstammt – wie auch die südliche Seitenkapelle – dem 15. Jahrhundert. Etwa ein Jahrhundert später entstand ihr Gegenstück, eine Taufkapelle, auf der Nordseite. Alle drei Apsiden sind – eine Seltenheit – polygonal gebrochen und haben in etwa dieselbe Höhe. Das Kirchenschiff wird von einem neugotischen Rippengewölbe überspannt. Im Jahr 2007 begann eine umfangreiche Restaurierung des Bauwerks.
- Das ehemalige Palais der Bischöfe von Béziers befindet sich heute in Privatbesitz; ein Saal aus der Mitte des 15. Jahrhunderts ist noch weitgehend original erhalten; er ist seit dem Jahr 1993 als Monument historique anerkannt.[3]